# Agapetes arunachalensis
Agapetes arunachalensis är en ljungväxtart som beskrevs av D.Banik och Sanjappa. Agapetes arunachalensis ingår i släktet Agapetes och familjen ljungväxter. Inga underarter finns listade i Catalogue of Life.